# 帕非洛尔
帕非洛尔是一种含氮有机化合物，化学式C
18H
31N
3O
3，能作为β受体阻滞剂。